# Ornithogalum sphaerolobum
Ornithogalum sphaerolobum är en sparrisväxtart som beskrevs av Constantine Zahariadi. Ornithogalum sphaerolobum ingår i släktet stjärnlökar, och familjen sparrisväxter. Inga underarter finns listade i Catalogue of Life.